# Dux Francorum
El títol Duke of the Franks (dux Francorum) ha estat utilitzat per tres oficines diferents, sempre amb "duke" significant l'ordre militar i del príncep implicant alguna cosa similar a sobirà o drets regalians. El terme "Franks" (francesos en català) pot referir-se a un grup ètnic o als habitants d'un territori anomenat Francia.
La primera oficina era dels alcaldes del palau del Merovingian reis del Franks, els poders dels quals van augmentar mentre el d'aquells dels reis van declinar. El segon era del segon-que-manava als primers reis reis de França, l'últim incumbent del qual va tenir èxit al tron al 987. Aquest títol de vegades és deia Duke de França (dux Franciae). El tercer cas era que dels governants de les terres d'Alemanya habitades per Francesos, el tan-anomenat "tribal" duchy de Franconia. Traduït per MiguelAngel2005.

## Dux et princeps Francorum
Per a l'época després de Dagobert I, el títol príncep (princep) va tenir connotacions reials. El primer cop es va utilitzar per descriure als alcaldes del palau de Neustria a la meitat de la vida dels sants del 7é segle. La Eloi de Noyon refereix a princeps no especificats del palatium de Nèustria, i la Bathilda d'Ascània i Leodegari d'Autun van descriure els alcaldes Erquinoald i Ebroí com prínceps.[1] Pippin II va començar a usar el títol de príncep després de la seva victòria a la Batalla de Tertry a l'any 687.[2][3] Tant el Liber Historiae Francorum i la Vita Dagoberti tertii es refereixen a ell per aquest títol, però la continuació de la Crònica de Fredegar usos només de títol "duke". L'historiador Bede es refereix a Pipí d'Héristal com dux Francorum, però el traductor del novè segle anglosaxó de Beda utilitza el terme Froncna cyning (rei del Franks). El continuator de Fredegar refereix a Ragamfred com a príncep, però només menciona el seu rival, Pippin fill Carles Martell, un príncep després de la seva derrota de Ragenfrid dins 718. El títol de príncep va ser usat contínuament des de aquest punt per Charles i els seus descendents, la Dinastia carolíngia, tots dos en narratiu i charter fonts.
Al 742, el net de Pippin, Carloman, va aguantar el seu gran Concilium Germanicum,"criats de Déu i els meus homes grans ... Que estan al meu regne" i també "duke i príncep del Franks". El consell va declarar que "sense el patronatge del príncep del Franks és impossible de defensar les persones de l'església, els presbiterians, clerics, monjos i monges de Déu."[7][8] Quan al 744 el germà de Carloman, Pipí I el Breu, va utilitzar el mateix títol, no es va referir a "el meu regne", de llavors ençà el rei Merovingian, Khilderic III, hi havia estat fixat. El títol de ducal/principat utilitzat pels primers Carolingians els va marcar fora mentre mira atentament dels prínceps–de duc de Aquitaine, també anomenat sota el Merovingians, més que tan sobirans per damunt d'ells. Traduït per MiguelAngel2005.

## Dux Franciae
Un personatge del regnat del rei Odo (888–898) pel Sant d'església Aignan d'Orléans que titula Robert el Fort dux Francorum al 17è segle forgery.
Entre 936 i 943, el títol dux Francorum va ser reviscut a la petició d'Hugh el Gran, la majoria de potent magnate dins França. Un charter del rei Louis al 936 refereix a ell que manera, i un charter d'Hugh propi de 937 empra el títol. El seu ús no va ser exclusiu, tanmateix, des del recompte de títol va continuar ser utilitzat també.[12] Dins un charter, Lluís IV de França va explicar que Hug el Gran era segon a ell dins tots els seus regnes.[13] Aquesta interpretació del títol dux Francorum no va ser universalment acceptada. Segons Flodoard de Reims, el rei només "va invertir Hugh amb el duchy de França"[14] al 943 en recompensa per l'última ajuda en retornar el rei d'exili. El duchy de Francia (ducatus Franciae) va comprendre la regió entre el Riu Loira i el Sena, el regne antic de Neustria.[15] En aquesta comprensió contemporània, el títol d'Hugh era anàleg a allò dels ducs de Aquitaine, dux Aquitanorum, on l'assenyalament territorial ("de Aquitaine") era evitat a favor d'un ètnic ("del Aquitainians").[16] "Duke dels Franks" així esdevenia el títol preferit del Robertian margraves de Nèustria de 943.[17] Walther Kienast va suggerir que el títol servit per connectar Hugh amb l'anterior duces Francorum, Pippin II i Charles Martel, marqués la seva autoritat en Francia, de quin sigui freqüentment absent en visites al tribunal reial.
Hugh va morir dins 956 i va ser continuat pel seu fill i hereu, el nen Hugh Capet. Dins 960, segons Flodoard, "el rei [Lotari I de França] va fer Hugh [Capet] un duc, i afegit per ell el país de Poitou a la terra que el seu pare hi havia aguantat."[19] L'Hugh més jove primer charter amb el ducal data al 966, mentre el primer charter reial amb les dates de títol al 974. Lothair fill, Lluís V de França, ja rei del Aquitainians, va reconèixer Hugh com a duc dels Franks en un charter de 979. El títol va caure a abeyance i als Neustrian la marxa deixada de per formar una unitat administrativa després que Hugh va tenir èxit al tron francès dins 987.[20][21] No obstant això, els oficials i vassalls (fideles) del duchy de Francia esdevenia els homes de cap del rei de França després 987. Tot i que el reial demesne va ser ampliat per l'accessió d'Hugh, l'acció reial esdevenia més geogràficament restringit a Francia.
Historiadors moderns han mostrat dues interpretacions de l'ús de 10 segles de dux Francorum. Jan Dhondt i Walther Kienast va argumentar que el títol era una concessió reial reconeixent el poder real adquirit pel Robertins sobre la regió sabuda mentre Francia, que és, vell Neustria. Per això el títol era territorial dins naturalesa, reflectant del poder real d'Hugh i un reial (legal) beca.[23] Ferdinand Lot va argumentar que el títol era viceregal i autoritat representada dins teoria sobre el reialme sencer i de fet poder segon únic a allò del rei. Traduït per MiguelAngel2005

## També llegiu
- Brunner, Karl Mitteilungen des Instituts für österreichische Geschichtsforschung [Vienna], 24, 1973, pàg. 179ff.
- Kienast, Walther Historische Zeitschrift, 203, 3, 1966, pàg. 532–80. DOI: 10.1524/hzhz.1966.203.jg.532.
- Levillain, Léon Revue historique, 112, 1913, pàg. 62–93.
- Wolfram, Herwig. «Intitulatio: Lateinische Königs- und Fürstentitel bis zum ende des 8. jahrhunderts». A: . 21, 1967.